# アナクラシス
『アナクラシス』（Anaclasis）は、クシシュトフ・ペンデレツキが作曲した弦と打楽器、チェレスタ、ハープのための管弦楽曲。彼はこの作品で初めてトーン・クラスターを使用した。

## 概要
バーデン＝バーデン放送局の依頼で1959年から1960年にかけて作曲され、同年10月、ドナウエッシンゲン音楽祭にてハンス・ロスバウト指揮南西ドイツ放送交響楽団により初演された。曲はハインリヒ・シュトローベルに捧げられた。

## 楽器編成
ヴァイオリン20、ヴィオラ8、チェロ8、コントラバス6、チェレスタ、ハープ、ピアノ、クラベス、打楽器1(クシロリンバ、コンガ2、びんざさら3)、打楽器2(ヴィブラフォン、ボンゴ2、ベル3)、打楽器3(シンバル2、鐘)、打楽器4(シンバル2、トムトム3、鐘、トライアングル)、打楽器5(シンバル2、トムトム3)、打楽器6(ゴング、タムタム5、ティンパニ4)

## 演奏時間
約9分。

## 構成
弦が核となって演奏される第1部と第3部に、打楽器が中心の第2部を挟んだ構造になっている。